# Bandy i Europa
Bandy i Europa, Europa är den världsdel där det spelas mest bandy, vilket mestadels sker i norr och öster. Sverige, Ryssland och Finland är de tre stora länderna. Många andra länder spelar också bandy, som till exempel Vitryssland, Ungern, Nederländerna, Polen, Estland, Norge, Italien, och så vidare. Norge räknades tidigare till de större, men har fått det svårare att hävda sig då konkurrensen från de tidigare Sovjetstaterna hårdnat. Den moderna bandyn har sitt ursprung i de nordöstra delarna av England i Storbritannien i mitten av 1800-talet. Staden Bury on Fen antas vara sportens födelseort.